# Edward Mullen
Edward Connelly Mullen (22 de junio de 1949) es un deportista británico que compitió en judo. Ganó una medalla de bronce en el Campeonato Europeo de Judo de 1970 en la categoría de –70 kg.
Participó en los Juegos Olímpicos de Múnich 1972, donde finalizó noveno en la categoría de –63 kg.

## Palmarés internacional
| Campeonato Europeo | Campeonato Europeo    | Campeonato Europeo | Campeonato Europeo |
| Año                | Lugar                 | Medalla            | Categoría          |
| ------------------ | --------------------- | ------------------ | ------------------ |
| 1970               | Berlín Oriental (RDA) | Medalla de bronce  | –70 kg             |